# Quận Mercer, Ohio
Quận Mercer là một quận thuộc tiểu bang Ohio, Hoa Kỳ. Quận lỵ đóng ở Celina6. 
Dân số theo điều tra năm 2010 của Cục điều tra dân số Hoa Kỳ là 40.814 người.

## Địa lý
Theo Cục điều tra dân số Hoa Kỳ, quận này có diện tích 1230 km2, trong đó có 28 km2 là diện tích mặt nước.